# 독일바퀴
독일바퀴(영어: German cockroach)는 바퀴과에 속하는 가장 대표적인 바퀴벌레이다. 몸은 황색이며 앞가슴등판에 검은 줄무늬 두 개가 있다. 한국에 서식하는 바퀴 중 소형종에 속한다. 가주성 바퀴로 연중 볼 수 있다. 바퀴는 여름에 주로 활동한다. 또 번식력이 아주 왕성하다. 암컷 바퀴벌레 한 마리는 1년 반의 수명 중 산란을 15~20번하는데 한 번에 22~28개의 알을 낳는다고 한다. 즉 암컷 바퀴벌레 한 마리가 곳 바퀴벌레 약 330마리~560마리가 된다는 것이다. 바퀴는 여름에 주로 활동한다.

## 사진

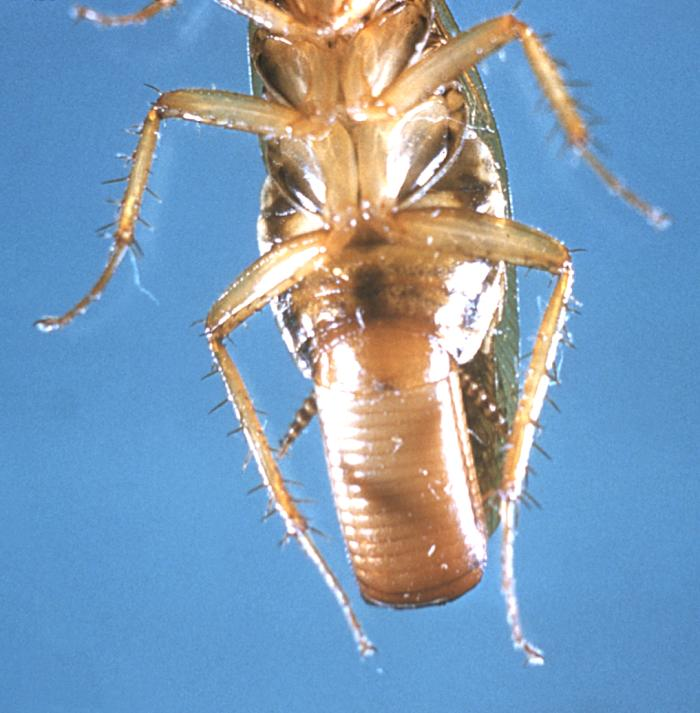
바퀴의 난협.
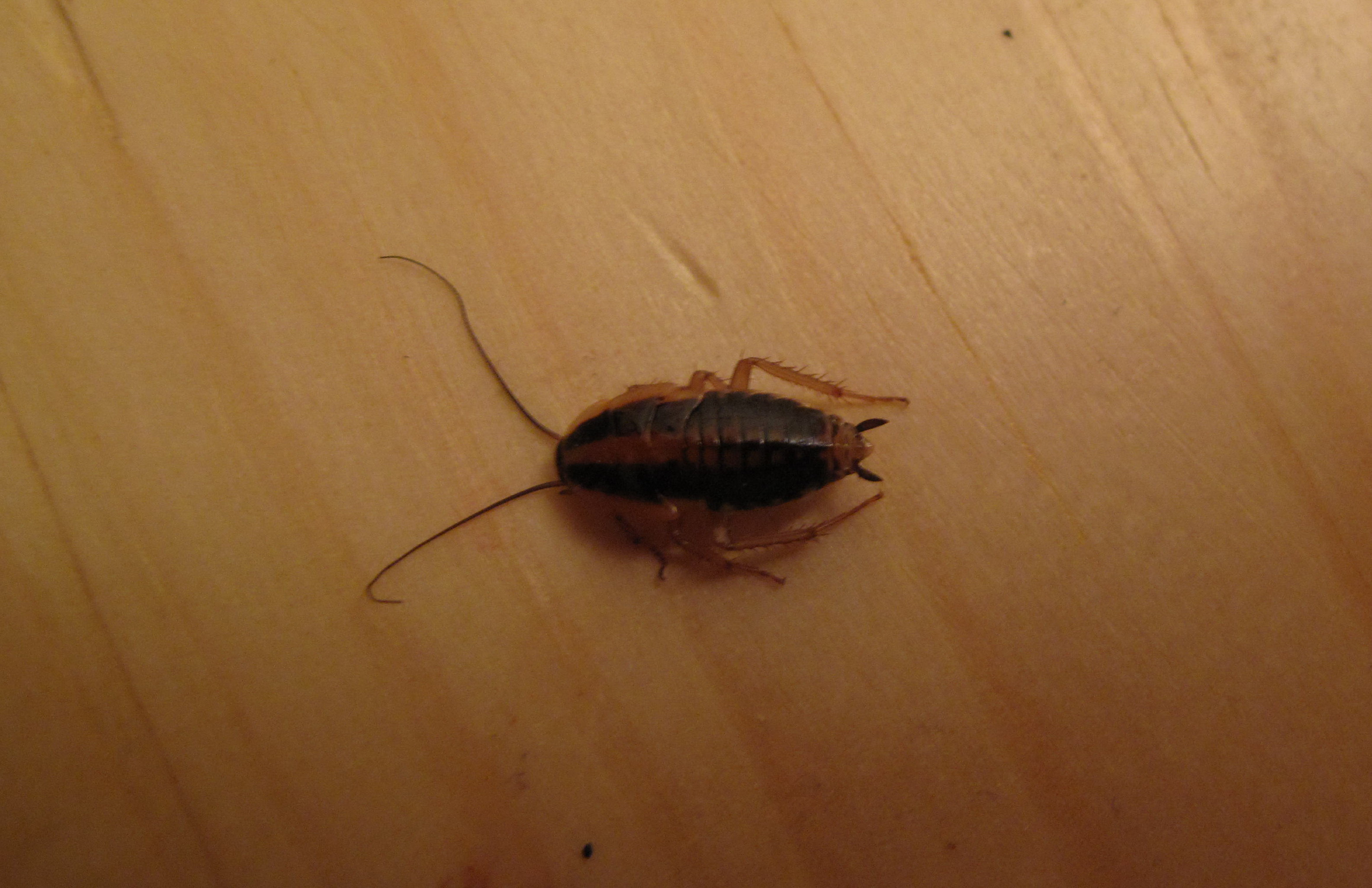
독일바퀴 유충.